# Psychomyia klapaleki
Psychomyia klapaleki là một loài Trichoptera trong họ Psychomyiidae. Chúng phân bố ở miền Cổ bắc.